# Carlos, Erasmo
Carlos, Erasmo é o sétimo álbum de estúdio do músico brasileiro Erasmo Carlos. Lançado em 1971, foi o primeiro álbum do cantor com o selo Philips. É considerado um dos discos mais importantes de sua carreira e um clássico do rock brasileiro.

## Contexto
Para o jornalista cultural André Barcinski, o álbum Carlos, Erasmo simboliza uma mudança na carreira de Erasmo Carlos, seguindo seu sucesso com a Jovem Guarda. Depois de sair de sua gravadora, RGE, ele se mudou para a Phillips, buscado novos caminhos para sua carreira.

## Faixas
Todas as faixas compostas por Erasmo Carlos e Roberto Carlos, exceto onde indicado.
Lado A
| N.º | Título                                   | Compositor(es)        | Duração |  |
| 1.  | "De Noite na Cama"                       | Caetano Veloso        | 3:21    |  |
| 2.  | "Masculino, Feminino (com Marisa Fossa)" | Homero Moutinho Filho | 4:38    |  |
| 3.  | "É Preciso Dar Um Jeito, Meu Amigo"      |                       | 3:49    |  |
| 4.  | "Dois Animais na Selva Suja da Rua"      | Taiguara              | 3:11    |  |
| 5.  | "Gente Aberta"                           |                       | 2:23    |  |
| 6.  | "Agora Ninguém Chora Mais"               | Jorge Ben Jor         | 2:39    |  |

Lado B
| N.º | Título                                | Compositor(es)                           | Duração |  |
| 7.  | "Sodoma e Gomorra"                    |                                          | 2:20    |  |
| 8.  | "Mundo Deserto"                       |                                          | 2:35    |  |
| 9.  | "Não Te Quero Santa"                  | Saulo Nunes, Sergio Fayne, Vítor Martins | 2:48    |  |
| 10. | "Ciça, Cecília"                       |                                          | 3:38    |  |
| 11. | "Em Busca das Canções Perdidas Nº 2"  | Fábio, Paulo Imperial                    | 2:47    |  |
| 12. | "26 Anos de Vida Normal"              | Marcos Valle, Paulo Sérgio Valle         | 2:21    |  |
| 13. | "Maria Joana (com Caribe Steel Band)" |                                          | 3:49    |  |

| Faixas bônus da reedição de 2005 |                    |                |         |  |
| N.º                              | Título             | Compositor(es) | Duração |  |
| 14.                              | "A Semana Inteira" |                | 4:11    |  |

## Legado
Na lista de 100 maiores discos da música brasileira, que foi feita pela revista Rolling Stone Brasil, “Carlos, Erasmo” foi classificado na posição 31, sendo o único álbum de Erasmo na lista.
Na lista dos 500 maiores discos da música brasileira escolhida pelo processo de votação conduzido pelo podcast Discoteca Básica, com votos de mais de 160 especialistas da música, “Carlos, Erasmo” figurou na posição 19, a melhor de um álbum de Erasmo na lista. Três outros álbuns dele aparecem na lista.
A canção "É Preciso Dar um Jeito, Meu Amigo" foi incluída no filme Ainda Estou Aqui, de Walter Salles, em 2024, o primeiro filme brasileiro a vencer um Oscar. O filme narra a luta de Eunice Paiva durante a ditadura brasileira e estrela Fernanda Torres e Selton Mello. Sua inclusão no filme deu um aumento na popularidade da canção, impulsionando-a para as paradas de streaming no Brasil. Fernanda Torres, que retratou Eunice Paiva no filme, enfatizou a importância da canção na narrativa do filme, notando como a canção capturou a essência da resistência durante a ditadura.